# Zvonice (Zámrsk)
Zvonice se nachází v Zámrsku v okrese Ústí nad Orlicí u kostela svatého Martina. Je kulturní památkou Česka.

## Historie
Spolu s kostelem svatého Martina biskupa v letech 1781–1782 byla postavena také zvonice s hranolovou věží a cibulovitou bání. Nachází se v ní zvon z roku 1596, který ulil zvonař Brikcí z Cimperka. Zvon tam byl přenesen v roce 1792 ze zrušeného kostela Panny Marie Na louži. V roce 2003 byla zvonice opravena a zavedeno elektrické zvonění.

### Popis
Zvonice je zděná hranolová dvoupatrová stavba se zaoblenými nárožími, zdobená u nároží pilastry. Zvonice je zakončena cibulovou bání s osmibokou lucernou, na lucerně je malá cibulová báň, makovice a dvouramenný kříž. Pravoúhlý vchod do zvonice se nachází na západní straně, portál vchodu je profilovaný s ušima a klapkami. Nad vchodem v patře jsou kulatá okna s jednoduchým štukovým orámováním. Ve zvonovém patře jsou okna s půlkruhovým záklenkem v šambránách s dřevěnými žaluziemi. Korunní římsa je bohatě profilovaná a ve střední části má vyklenutí pro hodiny, které nebyly instalovány.

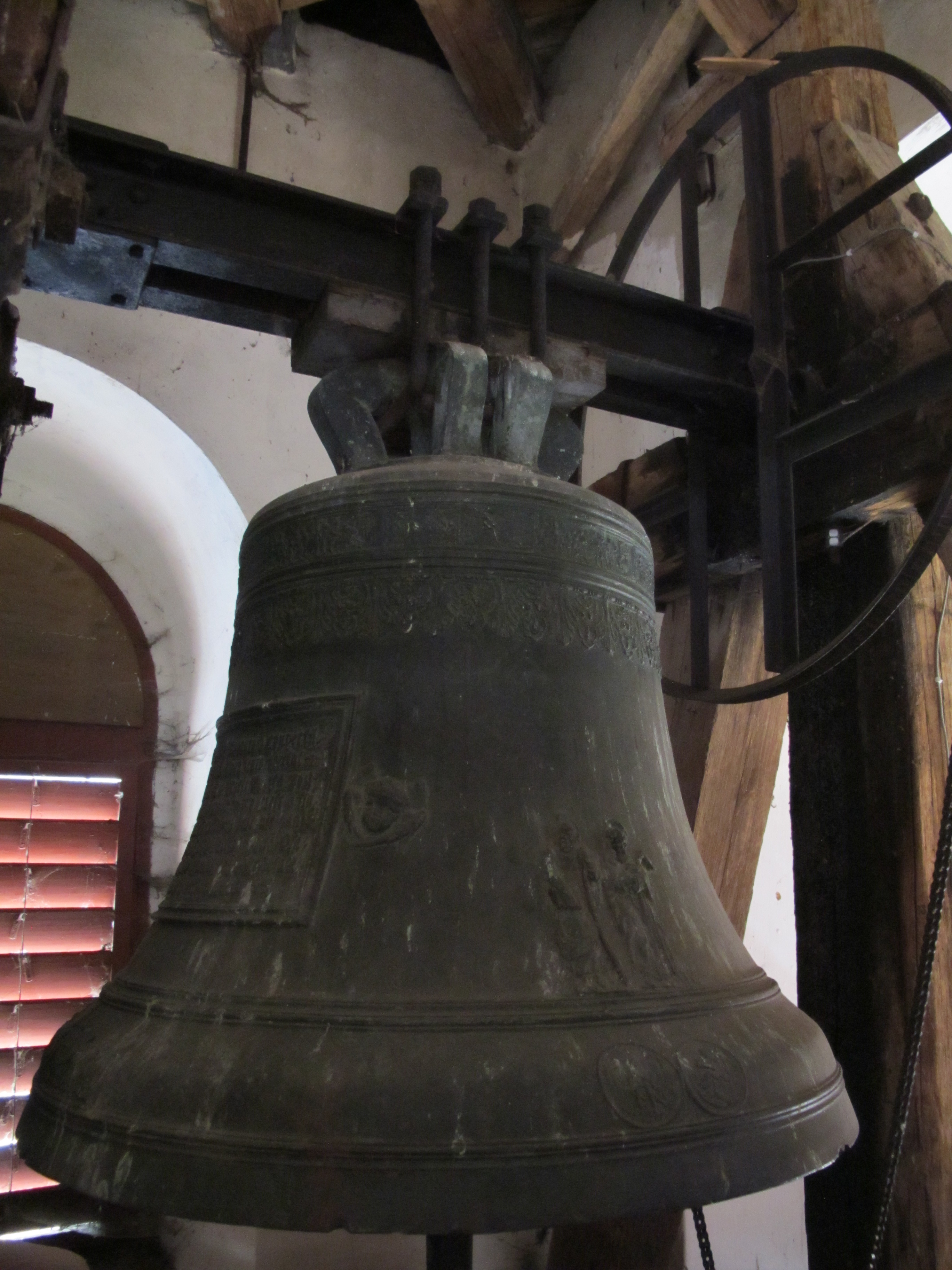
Zvon z roku 1596

## Zvony
Ve zvonici byl zavěšen zvon z roku 1719, který byl přelit v roce 1764. V roce 1768 bylo v evidenci kostela pět zvonů. V roce 1792 byl zvon Jan vyměněn za zvon ze zrušeného kostela Pany Marie Na louži. Tento zvon nepoléhal rekvirování v době první světové války Jeho výška a průměr jsou 0,94 m, je bohatě zdobený reliéfy a textem. Zvon z roku 1716 měl průměr 0,82 m, zvon z roku 1707 měl průměr 0,47 m a výšku 0,44 m a zvon z roku 1839 měl průměr 25 cm a výšku 20 cm. Tyto zvony byly rekvírovány. V roce 1928 byly pořízeny nové zvony Jan Křtitel, Florián a Josefína, které byly rekvírovány na začátku druhé světové války.